# 大埔福德祠
大埔福德祠位於臺灣臺南市中西區的大埔街與開山路交叉口，舊稱大埔尾土地祠，是一間供奉福德正神的土地廟，此外廟中還陪祀有註生娘娘及延平郡王祠的五營。
大埔福德祠的土地公與六合境另外兩間土地公廟的土地公據說為親兄弟，其中大埔福德祠是排行老三的「三伯公」，大伯公是仁厚境福德祠的土地公，而二伯公是油行尾福德爺廟的土地公。

## 沿革

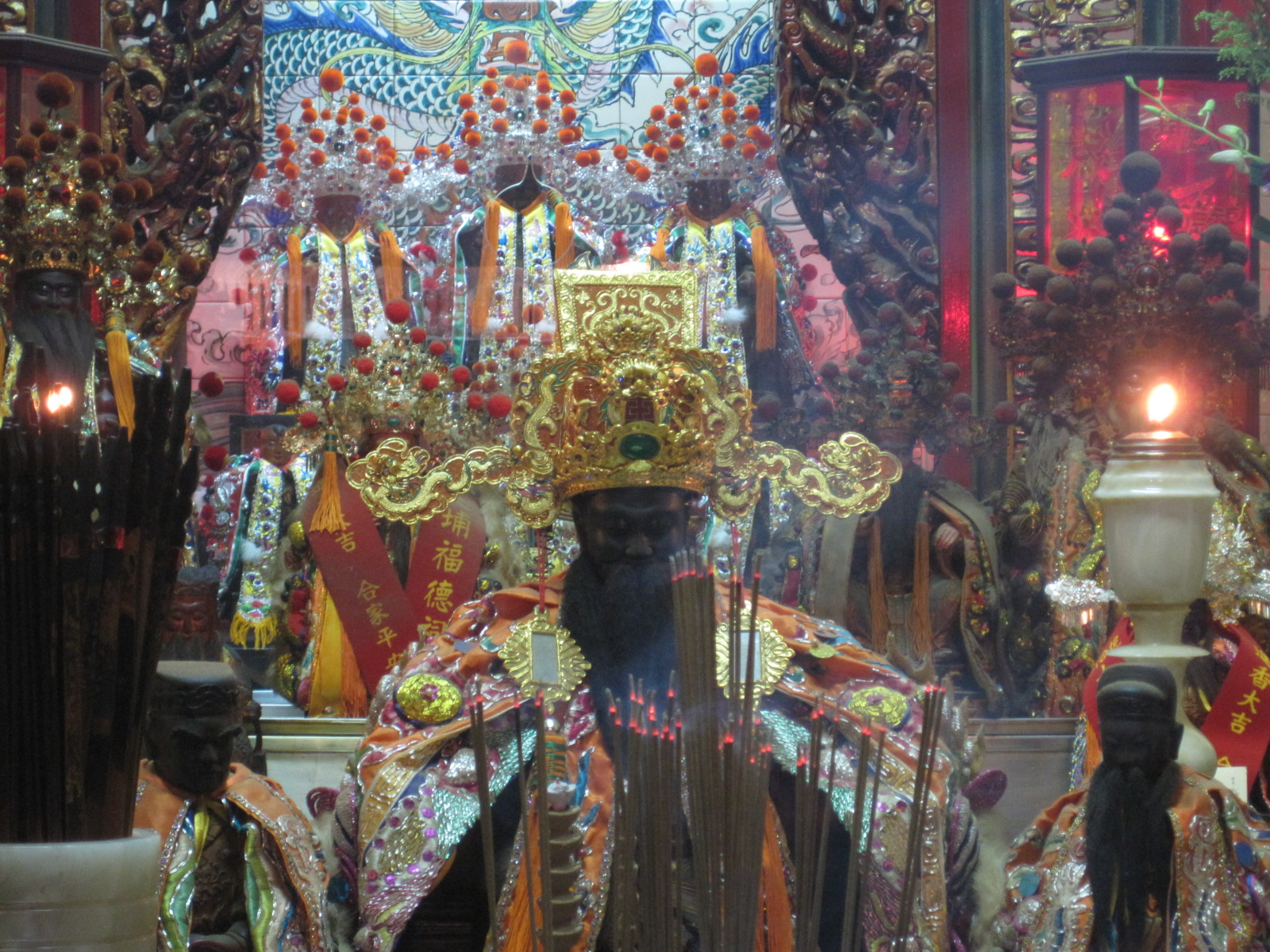
福德正神神像

大埔福德祠的具體創建年代不明，一說是在清康熙年間或更早，曾在道光二十二年（1842年）重建；另一說是在道光二十二年（1842年）由信眾集資興建。另外乾隆十七年（1752年）的《重修臺灣縣志》提到的位於寧南坊「大埔尾」的福德祠，應是大埔福德祠的前身，即該廟在乾隆年間之前已存在:6。而在最初廟址是位在今延平郡王祠文物館附近，文物館西南一帶:6。
該廟之後於咸豐九年（1859年）四月由管理人曾君騰等10人發起重修，並和大埔街民眾39人一起捐資480圓90錢:6。同治五年（1866年）再次重修。而在進入日治時期後，管理人暨大埔街保正葉永聲在大正元年（1912年）倡修，募得717日圓後於同年12月動工，次年（1913年）1月完工:6。
而後大埔福德祠因故遷址，但關於確切年代有數種說法。一說是因為大正三年（1914年）開山神社改建，另一說是因為昭和十六年（1941年）開闢大埔尾街通往臺南高等女學校（今臺南女中）的道路，導致廟宇遭到拆除。又有一說是大正年間因改建開山神社，舊廟在改建範圍內而被拆，之後信眾將土地公神像安置在民宅（大埔街52號附近）。昭和年間開闢道路又將該民宅拆除，信眾只好將神像再移到附近的豆腐店。《福德博厚──臺南六合境大埔福德祠文化資源特色》一書比對歷史圖資後，認為開山神社在大正三年（1914年）於社殿南邊增建社務所與宿舍，施工範圍應未影響到大埔福德祠，且該廟在大正八年（1919年）的地址「開山町三丁目66番地」仍可對應到最初的廟址:6。昭和十四年（1939年）8月開山神社在原社殿南邊擴建第二代社殿，施工範圍包含原廟址一帶，可能是在此時大埔福德祠才被迫拆除，神像安置在開山神社西側民宅（今大埔街52號附近）:6、7。昭和十六年（1941年）臺南市公告「臺南都市計畫區域及都市計畫變更」，其中規畫開闢今開山路以西的大埔街道路，原先安置神像的民宅可能因此拆除，而使神像又改安置在開山神社南邊的豆腐店（今大埔街65號附近）:7。
二次大戰後，大埔街進行拓寬，安置神像的豆腐殿部分遭到徵收，神像再次遷移，安置在今址西側對街處（今開山路170號，裕興菸酒專賣店）:8。當時大埔福德祠今址據說是一間打鐵舖，因有堪輿師說該處是「五水會流」的良好風水，信徒乃集資打算購地建廟:8。這段期間神像又暫時寄放在臨水夫人媽廟，直到民國37年（1948年）農曆十月廟體落成後才將神像迎回:8。而在迎回神像的同時，臨水夫人媽廟奉贈一尊註生娘娘給大埔福德祠:8。
民國57年（1968年），管理人蔡萬生募款重修:8。之後的管理人李武雄，則在民國68年（1979年）跟民國82年（1993年）都曾募款修廟:8。民國86年（1997年），興建大埔福德祠辦公室（在今大同路一段70巷16號）:8。民國84年（1995年），成立「福德祠茶友功德會」，以茶敘聯誼來號召信徒互動，同時也投入社會救助事務:71、72。但後來因為人事意願因素，該會於民國89年（2000年）7月27日停辦:71。
民國97年（2008年），萬金聖母聖殿舉辦「聖母與主同行環島祈福」活動，「聖母態像」短暫停駐中華聖母主教座堂時，大埔福德祠於廟前設案恭迎聖母像，臺南教區賴效忠神父也入廟向福德正神致意:71。民國99年（2010年），辦公室改遷到大埔街24號:8。民國108年（2019年），大埔福德祠首次舉行註生娘娘金身回臨水夫人媽廟的謁祖活動:54。

## 建築
福德祠由拜殿與正殿組成，而拜殿的屋頂為金形馬背硬山頂，本殿為硬山頂燕尾翹脊:16、21。其室內有彩磁壁飾，為曾流行一時的裝飾手法，今已不多見。
福德祠正殿面寬單開間，縱深九架，正面有三門，中間是雙扇，兩邊是單扇，但平時僅開中間的雙扇門:16。正殿兩旁開有門洞，但因為正殿左側增建金紙販賣部而封閉:18。

## 管理組織
大埔福德祠採用管理人制，有一名管理人來綜理廟務，對外代表廟方:65。此外設有監察人一人，執事人員五人，以及榮譽管理人一人:65。這些職位由信徒代表投票選出，每屆任期四年:65。
而管理人可另外聘請總幹事一人、副總幹事二到三人、財務長一人來協助處理廟務:65。

## 慶典祭儀
大埔福德祠的重要慶典祭儀有正月初九玉皇上帝聖誕、二月初二福德正神聖誕、三月二十日註生娘娘聖誕、七月十五中元普渡、八月十五犒賞延平郡王五營兵將:47。

## 交誼境
大埔福德祠的交陪廟宇依照互動型態可分為交誼境廟宇、花圈暨聖誕平安宴席往來廟宇、花圈往來廟宇、會香交流廟宇四種，主要集中在中西區:66。
以下是《福德博厚──臺南六合境大埔福德祠文化資源特色》（2020年）所整理的交陪廟宇列表:66、67：
| 互動型態               | 廟名                         | 位置         | 主祀神明                               |
| ---------------------- | ---------------------------- | ------------ | -------------------------------------- |
| 交誼境                 | 延平郡王祠（六合境開山王廟） | 臺南市中西區 | 延平郡王                               |
| 交誼境                 | 六合境清水寺                 | 臺南市中西區 | 觀音佛祖、清水祖師                     |
| 交誼境                 | 六合境柱仔行全臺開基永華宮   | 臺南市中西區 | 廣澤尊王                               |
| 交誼境                 | 六合境馬公廟                 | 臺南市中西區 | 輔順將軍                               |
| 交誼境                 | 六合境油行尾福德爺廟         | 臺南市中西區 | 福德正神                               |
| 交誼境                 | 六合境仁厚境福德祠           | 臺南市中西區 | 福德正神                               |
| 交誼境                 | 小南城隍廟                   | 臺南市中西區 | 城隍                                   |
| 交誼境                 | 東門伍德堂                   | 臺南市東區   | 蘇府千歲、池府千歲、廣澤尊王           |
| 交誼境                 | 小南崑明殿                   | 臺南市中西區 | 薛、萬、池三府千歲                     |
| 交誼境                 | 朝聖宮                       | 臺南市東區   | 天上聖母                               |
| 交誼境                 | 小東福興堂                   | 臺南市東區   | 廣澤尊王                               |
| 交誼境                 | 烏橋新南宮                   | 臺南市中西區 | 天上聖母                               |
| 交誼境                 | 府城玉朝宮                   | 臺南市北區   | 玉皇三公主娘娘                         |
| 交誼境                 | 保生殿                       | 臺南市南區   | 保生大帝                               |
| 交誼境                 | 四安境神興宮                 | 臺南市中西區 | 朱、邢、李三府千歲、吳府老爺、福德正神 |
| 交誼境                 | 九六新村府城慶安宮           | 臺南市北區   | 中壇元帥                               |
| 交誼境                 | 四聯境集福宮                 | 臺南市中西區 | 玄天上帝                               |
| 花圈暨聖誕平安宴席往來 | 玉敕忠義堂                   | 臺南市中西區 | 吳府千歲                               |
| 花圈暨聖誕平安宴席往來 | 開基天后祖廟                 | 臺南市北區   | 天上聖母                               |
| 花圈暨聖誕平安宴席往來 | 和心堂                       | 臺南市南區   | 張、李、雷、許、南五府千歲             |
| 花圈往來廟宇           | 祀典大天后宮                 | 臺南市中西區 | 天上聖母                               |
| 花圈往來廟宇           | 四聯境媽祖樓天后宮           | 臺南市中西區 | 天上聖母                               |
| 花圈往來廟宇           | 大寮玄良亭                   | 臺南市中西區 | 九天玄女娘娘                           |
| 花圈往來廟宇           | 開基玉皇宮                   | 臺南市北區   | 玉皇上帝                               |
| 花圈往來廟宇           | 鼓壽亭                       | 高雄市新興區 | 天上聖母                               |
| 會香交流               | 大忠福德祠                   | 臺中市西區   | 福德正神                               |
| 會香交流               | 金墩福德宮                   | 彰化縣花壇鄉 | 福德正神                               |
| 會香交流               | 鐵山里福德宮                 | 彰化縣和美鎮 | 福德正神                               |

而除與民間信仰廟宇互動之外，大埔福德祠也與鄰近的天主教中華聖母主教座堂有所往來:69。大埔福德祠會在新春、端午、中秋時致贈禮盒，也會贊助主教座堂的活動:69。福德正神聖誕的平安宴，也會邀請主教座堂的人員出席:70。反之主教座堂堂慶時，大埔福德祠廟方也會受邀出席餐會:71。

## 其他
大埔福德祠正龕有三尊土地公神像，據說是立廟之初已有。三尊神像眼神有差異，居中神像平視，龍邊神像近觀，虎邊神像遠眺，似乎代表該廟土地攻能近觀、遠眺，明察秋毫境內大小事。
在府城迎媽祖活動中，依慣例由開山王廟延平郡王神輿擔任首轎，六合境三間土地公廟的福德正神神像則與延平郡王金身共乘同一座神轎，但在1977年因油行尾福德爺廟添置神轎而中止了這項舊俗:69。直到2018年在大埔福德祠邀請下，四間廟的主神才再次於府城迎媽祖活動中共乘同一座神轎:69。

## 圖片

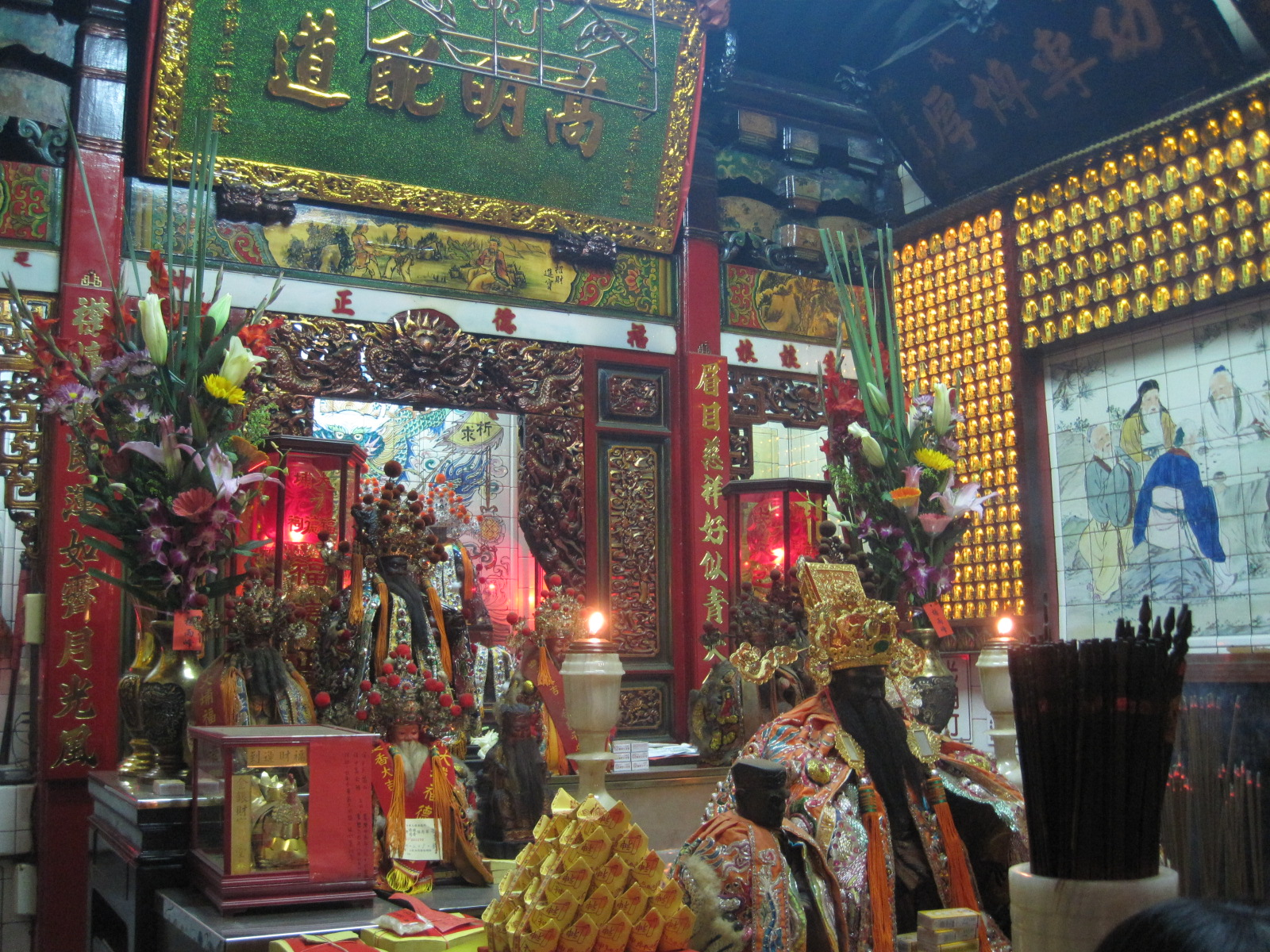
廟中內景
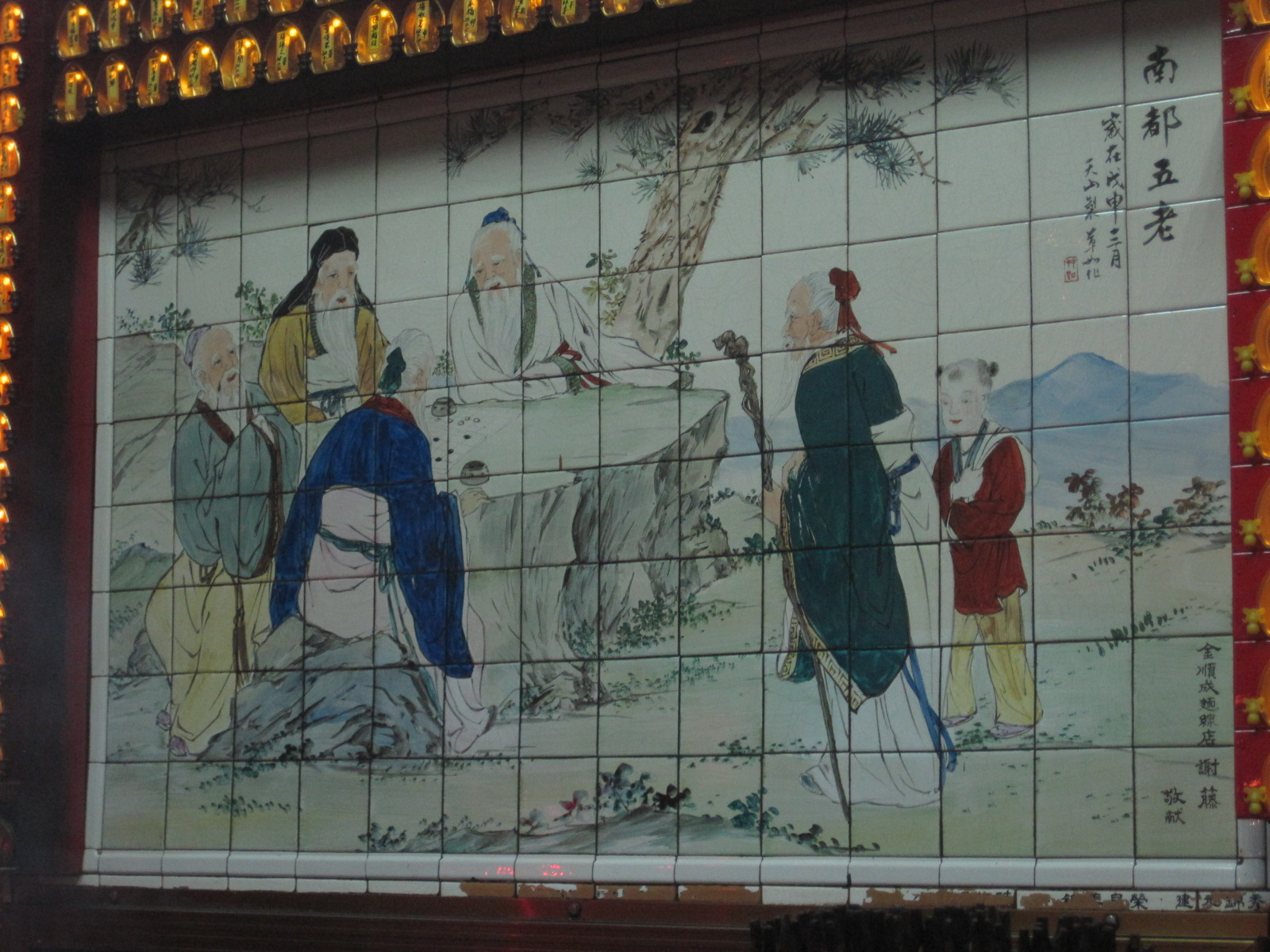
彩磁壁飾
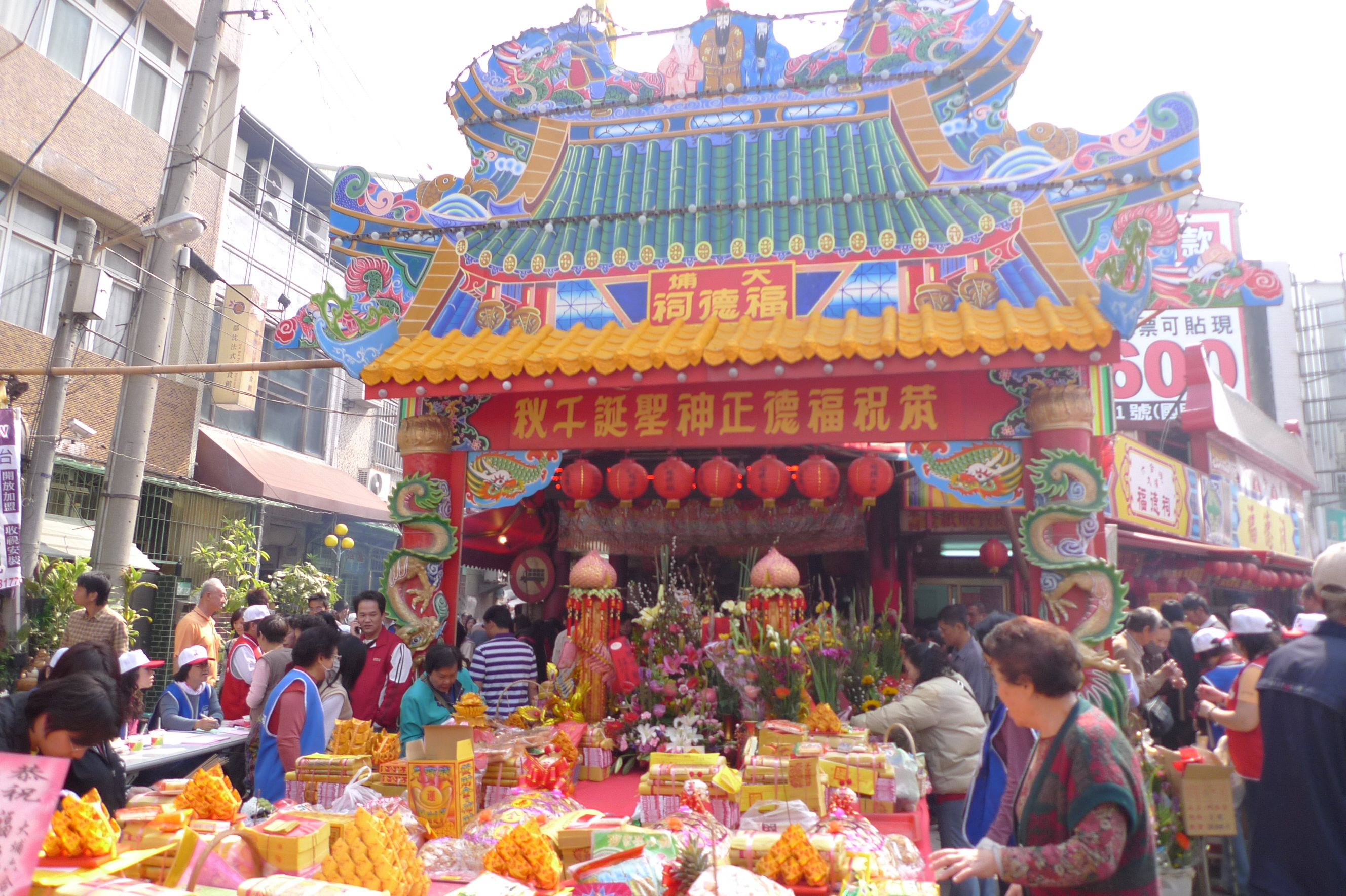
土地公生